# 20017 Alixcatherine
20017 Alixcatherine è un asteroide della fascia principale. Scoperto nel 1991, presenta un'orbita caratterizzata da un semiasse maggiore pari a 2,5490849 au e da un'eccentricità di 0,1189718, inclinata di 5,49769° rispetto all'eclittica.
L'asteroide è dedicato a Alix Catherine de Saint-Aignan, figlia dello scopritore.